# Shungiku Nakamura
Shungiku Nakamura (jap. 中村 春菊 Nakamura Shungiku; ur. 13 grudnia 1980 roku) – twórczyni mang yaoi w wydawnictwie Kadokawa Shoten. Znana głównie z mang takich jak Sekaiichi Hatsukoi, Junjō Romantica, czy też Hybrid Child.

## Kariera
Shungiku Nakamura swoją karierę rozpoczęła w 1998 roku wydając mangę BL Touzandou Tentsui Ibun. W 2002 roku rozpoczęła wydawanie Junjō Romantica w kwartalniku CIEL Tres Tres. Współpracuje ona z Fujisaki Miyako przy produkcji The Case of Chiaki Yoshino oraz The Case of Takafumi Yokozawa. Jej obecne prace są wydawane pod przewodnictwem redakcji Emerald, posiadającej nazwę od magazynu shōjo pochodzącego z jej mangi Sekaiichi Hatsukoi

## Twórczość
- Tōzandō Tentsui Ibun (1998 - 2005)

- Tsuki wa Yamiyo ni Kakuru ga Gotoku (1999)

- Umi ni Nemuru Hana (2000 - 2001)

- Mangetsu Monogatari (2001)
- √W.P.B. (2002–2004)
- Junjō Romantica (2002 - obecnie)
- Kamen no Picaresque (2004)
- Hybrid Child (2005)
- Sekaiichi Hatsukoi (2007 - obecnie)